# 嘉悦大学の人物一覧
嘉悦大学の人物一覧（かえつだいがくのじんぶついちらん）は、嘉悦大学に関係する人物の一覧記事。

## 著名な教員
- 飯野幸江 - 経営経済学部教授、会計学
- 高橋洋一 - 経営経済学部教授、マクロ経済学
- 南憲一 - 経営経済学部教授、情報工学

## 元教職員
- 黒瀬直宏（中小企業経営論、中小企業政策論）
- ヨーコ・ゼッターランド（体育学（バレーボール））

## 著名な出身者

### 文学
- 鈴木真砂女（俳人）※日本女子商業学校卒業生

### バレーボール
- 岡野知子 ※嘉悦女子短期大学
- 横山雅美 ※嘉悦女子短期大学 ※日本代表
- 福田舞 ※ユニバーシアード代表 ※日本代表
- 張紫音 ※嘉悦女子短期大学
- 松浦麻琴 ※ユニバーシアード代表 ※日本代表
- 石田小枝 ※ユニバーシアード代表
- 菅野菜緒美
- 佐藤美弥 ※日本代表
- 奥村麻依 ※日本代表
- 高橋昌美
- 田中美咲 ※ユニバーシアード代表 ※日本代表
- 寺井有美 ※ユニバーシアード代表
- 窪田美侑